# Con te partirò
Singles de Andrea Bocelli
Il mare calmo della sera (en)
(1995) Macchine da guerra
(1995)
Con te partirò (prononcé : [kon ˈte partiˈrɔ]; traduction : « Avec toi je partirai ») est une chanson italienne créée par Andrea Bocelli, écrite par Francesco Sartori pour la musique et Lucio Quarantotto pour les paroles. Andrea Bocelli l'a interprétée pour la première fois en 1995 au festival de Sanremo. Elle a connu depuis un véritable succès international.

## Interprétation et reprises
Au Royaume-Uni, Andrea Bocelli la chante sous le nom Time to Say Goodbye (il fait d'ailleurs un duo avec Sarah Brightman) ; en Espagne, sous le nom Por ti volaré.
En 1999, la chanson est reprise par Donna Summer dans une version pop-dance intitulée I Will Go with You. L'acteur Josh Duhamel fait une apparition dans le clip.
Grégory Lemarchal l'a également reprise (album La Voix d'un ange).
En 2018, David Guetta sort dans son album 7 le titre Goodbye, qui est une reprise pop-électronique de Con te partirò.
En 2024, Andrea Bocelli et son fils Matteo Bocelli interprètent Time to Say Goodbye lors de la section In memoriam de la 96e cérémonie des Oscars.